# Jia Nanfeng
Jia Nanfeng (賈南風) (257–300), apodada Shi (時), fue una Emperatriz consorte china. Era hija  de Jia Chong y primera mujer del Emperador Hui de la dinastía Jin (265 a 420) y también nieta de Jia Kui. Es generalmente vista como una villana en la historia china, la persona que provocó la Guerra de los ocho príncipes, que aprovecharon las rebeliones Wu Hu por las que los Jin perdieron el control del norte y centro de China.

## Matrimonio y primeros años
Jia Nanfeng nació en 257 del oficial de los Jin, Jia Chong y su segunda esposa Guo Huai (郭槐). Era su primogénita, aunque Jia Chong tenía otras dos hijas de su matrimonio anterior con la Señora Li. Jia y Guo tuvieron otra hija, Jia Wu (賈午), en 260 y dos hijos varones, que murieron jóvenes.
En 271, el padre de Jia quería desesperadamente evitar ser asignado para dirigir un ejército contra el rebelde xianbei Tufa Shujineng (禿髮樹機能), así que decidió que Jia o su hermana menor se casaran con el príncipe imperial discapacitado Sima Zhong. El emperador inicialmente rehusó la idea, pues prefería a la hija de Wei Guan como esposa para el príncipe. De hecho, el Emperador Wu argumentó:

Hay cinco razones por las que la hija del Duque Wei es apropiada y hay cinco razones por las que la hija del Duque Jia es inapropiada. La familia Wei es conocida por producir varones, y la Dama Wei es de genio, hermosa, alta y de piel clara. La familia Jia no tiene hijos varones y la Dama Jia es celosa, fea, baja y de piel oscura.

Aun así, Guo Huai tenía amistad con la emperatriz Yang Yan, y la convenció de que alabara a sus hijas ante el soberano. Finalmente, el emperador Wu estuvo de acuerdo en que Jia Wu fuera incluida en la selección para el príncipe Zhong. Cuándo a Wu le fue puesto el vestido formal para ser examinada, comprobaron que era demasiado menuda y baja para el vestido, así que Jia Nanfeng fue escogida en su lugar. Se casó en 272, convirtiéndose en princesa imperial. Ella tenía 14 años, y el príncipe 12. Pronto fue conocida por sus celos, haciendo que el joven la amara y temiera. Para el resto de su vida, le mantuvo firmemente bajo su control. En muchas ocasiones, cuando descubría que otra de las concubinas se encontraba embarazada, ella misma las mataba en un acceso de celos; al enterarse, el emperador Wu pensó en deponerla, y tan solo la intercesión de su segunda emperatriz Yang Zhi (prima de la emperatriz Yang Yan, con quien se casó al morir esta) libró a la princesa Jia de la expulsión. Cuando, en una ocasión, Wei Guan insinuó al emperador Wu que el príncipe imperial Zhong era tan poco inteligente como para ser un heredero inapropiado, la princesa imperial Jia preparó la solución a las preguntas que el emperador Wu entregó al príncipe Zhong para probarlo, de modo que el emperador Wu quedó favorablemente impresionado.
La princesa Jia dio a su marido cuatro hijas— las Princesas Hedong, Linhai, y Shiping, así como una hija que murió a los pocos días y le fue dado el nombre póstumo Aixian. Sima Yu, el único hijo varón del príncipe, era hijo de la Consorte Xie Jiu, quién era inicialmente una concubina del Emperador Wu que este entregó al Príncipe Zhong poco antes de su boda con Jia, para que ,debido a su juventud, le iniciara sexualmente preparándolo para la noche de boda. Como los años pasaban y ella no daba a luz ningún varón, Jia se puso celosa de la Consorte Xie y el Príncipe Yu, pero nunca se atrevió a tomar represalias contra ellos porque el Emperador Wu apreciaba mucho al nieto.
Cuándo el Emperador Wu murió en 290, el Príncipe Imperial Zhong ascendió al trono como Emperador Hui y la Princesa Jia se convirtió en Emperatriz consorte.

## Como Emperatriz

### Conspiraciones contra Yang Jun y Sima Liang
La emperatriz viuda Yang Jun ejercía como regente del emperador Hui. Conociendo el carácter taimado de Jia, creó un sistema donde los edictos firmados por el emperador Hui tenían que ser siempre también cofirmados por la emperatriz viuda Yang, para impedir que la emperatriz Jia interfiriera. Su influencia se limitó a los asuntos de palacio y después de que su hijastro, el príncipe Yu fue nombrado Príncipe Imperial, ella a menudo impedía que la consorte Xie pudiera visitar a su hijo.
La emperatriz Jia no estaba conforme con la situación. Buscando aumentar su influencia sobre el gobierno, conspiró con el eunuco Dong Meng (董猛) y los generales Meng Guan (孟觀) y Li Zhao (李肇) contra los Yang. Intentó incluir al tío del emperador Hui, Sima Liang, el más respetado de los príncipes imperiales, en la conspiración, pero Sima Liang declinó; en cambio, persuadió al hermano del emperador Hui, Sima Wei, Príncipe de Chu, para unirse al complot. En 291, después de que Sima Wei regresó de Luoyang desde su puesto de defensa (la provincia Jing (荊州, la actual Hubei y Hunan)) con sus tropas, se inició el golpe de Estado.
La emperatriz Jia, quién tenía a su marido fácilmente controlado, le hizo emitir un edicto declarando que Yang Jun había cometido delitos comprometidos y tenía que abandonar sus cargos. También ordenó a Sima Wei y a Sima Yao (司馬繇), Duque de Dong'un, atacar a las fuerzas de Yang y defenderse de los contraataques. La emperatriz viuda Yang, atrapada en su palacio, escribió un edicto pidiendo ayuda, lo ató a una flecha y la lanzó al exterior. Entonces la emperatriz Jia acusó a la emperatriz viuda Yang de cometer traición. Yang Jun fue rápidamente derrotada, y su clan masacrado. Yang fue depuesta y encarcelada, muriendo en prisión en 292. Sima Liang fue nombrado nuevo regente, junto con Wei Guan.
Sima Liang y Wei Guan trataron de poner orden en el gobierno, pero la emperatriz Jia continuaba interfiriendo en los asuntos gubernamentales. Preocupados por el carácter violento de Sima Wei, trataron de despojarlo de su mando militar, pero él persuadió a la emperatriz Jia de dejarlo en el puesto. A continuación, los ayudantes de Sima Wei, Qi Sheng (岐盛) y Gongsun Hong (公孫宏) informaron falsamente a la emperatriz que Sima Liang y Wei Guan planeaban deponer al emperador. La emperatriz Jia, quien ya guardaba rencor contra  Wei desde los tiempos del emperador Wu, se dispuso a dar un segundo golpe.
En el verano de 291, la emperatriz Jia convenció al emperador Hui personalmente de escribir un edicto ordenando a Wei Guan y Sima Liang abandonar sus oficinas. Sus mansiones fueron rodeadas y ellos capturados. En contra de lo que disponía el edicto, ambos fueron asesinados de inmediato— Sima Liang con su heredero Sima Ju (司馬矩) y Wei con nueve de sus hijos y nietos. Qi Sheng sugirió a Sima Wei aprovechar para matar a la emperatriz Jia y su clan y tomar el poder, pero él dudó. Al mismo tiempo, la emperatriz se daba cuenta de que el militar era un elemento difícilmente controlable y proclamó que Sima Wei había acusado falsamente a Sima Liang y Wei Guan. Las tropas de Sima Wei le abandonaron y él fue capturado y ejecutado. Sima Liang y Wei Guan fueron honrados póstumamente.

### Autoridad principal
La Emperatriz Jia tenía ahora las riendas en estrecha colaboración con asesores en los que confiaba— el competente oficial Zhang Hua, sus primos Pei Wei (裴頠) y Jia Mo (賈模), y su sobrino Jia Mi (賈謐), así como su primo Guo Zhang (郭彰), su hermana Jia Wu (賈午), y la concubina del emperador Wu, Zhao Chan (趙粲). Ella seguía careciendo de autocontrol, caprichosa y violenta, pero Zhang, Pei, y Jia Mo eran hombres honestos que mantenían el orden. Sin embargo, a medida que su comportamiento se volvía más desenfrenado (incluyendo cometer adulterio con muchos hombres a los que luego ordenaba matar para silenciarlos), Zhang, Pei, y Jia Mo consideraron deponerla y reemplazarla por la madre del Príncipe Imperial Yu, la Consorte Xie, pero dudaron y no llegaron a nada concreto. Después de que Jia Mo murió en 299, se hizo aún más difícil controlar sus acciones.

## Caída y muerte
La relación entre la Emperatriz Jia y el Príncipe Imperial Yu siempre había sido incómoda. La madre de Jia, Guo Huai (郭槐) le había aconsejado en innumerables ocasiones llevarse bien con él, como si fuera su propio hijo, e incluso propuso casarlo con la hermana de Jia Mi. Aun así, la Emperatriz Jia y Jia Wu se opusieron, y en cambio lo casaron con una hija del oficial Wang Yan (王衍; Wang tenía dos hijas, y la Emperatriz Jia entregó como esposa al Príncipe Imperial Yu a la menos hermosa). Después de la muerte de la Señora Guo, la relación entre la Emperatriz Jia y el Príncipe Yu se deterioró rápidamente, con Jia Wu y la Consorte Zhao provocando además roces entre ellos. En una ocasión, la Emperatriz Jia reclamó falsamente estar embarazada pues planeaba tomar a su sobrino Han Weizu (韓慰祖, (un hijo de Jia Wu con su marido Han Shou (韓壽)) para hacerlo pasar por suyo, pero por razones desconocidas abandonó el plan. El Príncipe Yu y Jia Mi tampoco se toleraban, y como resultado, Jia Mi aconsejó a la emperatriz deponerlo.
En 299, la emperatriz Jia pasó a la acción. Cuándo el Príncipe Yu visitó el palacio para pedir oficialmente que su hijo enfermo Sima Bin (司馬彬) fuera nombrado príncipe, la emperatriz Jia le forzó a beber gran cantidad de vino y, una vez ebrio, le hizo escribir una nota en que declaraba su intención de asesinar al emperador y a la emperatriz y ocupar el trono. La emperatriz Jia presentó la escritura a los oficiales y pidió que fuera ejecutado, pero después de alguna resistencia, sólo logró que fuera depuesto y degradado a la condición de plebeyo. La madre del príncipe, la consorte Xie, fue ejecutada, al igual que la concubina favorita, la consorte Jiang Jun (蔣俊).
En el año 300, bajo el consejo de un príncipe que favorecía, Sima Lun, Príncipe de Zhao, tío del Emperador Wu, la emperatriz Jia decidió eliminar definitivamente al príncipe Yu, enviando sicarios que terminaron con su vida. Sima Lun en realidad tenía otra intención: quería que la emperatriz Jia asesinara al príncipe para tener una excusa para derrocarla, como así fue. Sima Lun ordenó matar a Jia Mi, Zhang, Pei, y otros asociados de la emperatriz Jia, la cual fue depuesta y más tarde, ejecutada, forzada a beber "jinxiaojiu" 金屑酒 "vino con fragmentos de oro" que causaron su muerte por intoxicación (Needham y Ho 1970: 326).